# Nietmaschine
Die Nietmaschine (oder Nietpresse) ist eine mechanische Vorrichtung zur Anfertigung von Nieten und zur Ausführung von Vernietungen.

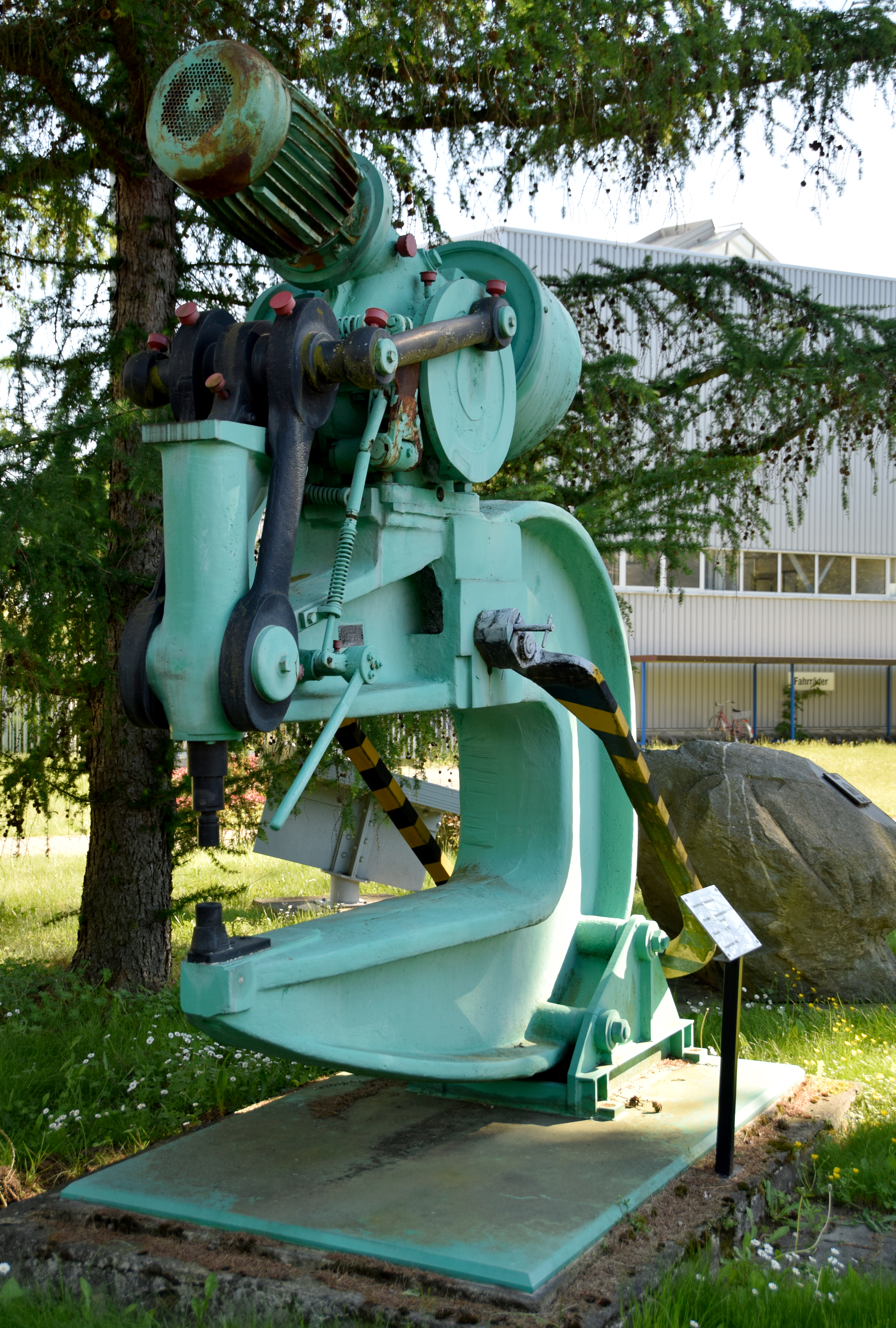
Nietmaschine für die Schwerindustrien, hergestellt von der Maschinenfabrik Chemnitz um 1927.

Sie sind transportabel entworfen, da sie für Brückenbau, Dampfkessel, Schiffbau usw. benutzt werden. Eine typische Nietmaschine enthält zwei Prägestempel, von denen der eine die Gegenform vom Setzkopf des Nietes bildet und diesem zur Stütze dient, während der andere, die dem Schließkopf zu gebende Gestalt hohl ausgearbeitet enthält. Beide Stempel sind zangenartig miteinander verbunden und werden beim Vernieten mit Hilfe einer kleinen, an den Zangenschenkeln gelagerten hydraulischen Presse gegen das zwischengelagerte – meist zum Glühen erhitzte – Niet gepresst. 
Seit ca. 30 Jahren werden stationäre Nietmaschinen auch im Fahrzeug- und Flugzeugbau eingesetzt. Mit zunehmender Serienfertigung werden so zahlreiche manuelle Nietoperationen ersetzt, und z. B. die Herstellung von Flugzeugen wirtschaftlicher gestaltet. 
Weiterhin wird durch automatische Nietmaschinen und neue Nietverfahren (drücken statt pneumatischem Hämmern) die Belastung für die Mitarbeiter deutlich reduziert.
Im Flugzeugbau werden solche Nietanlagen vorrangig eingesetzt, um Längsversteifungen (Stringer) auf Teilschalen zu befestigen, aus denen dann – ebenfalls mit automatischen Nietanlagen Rumpfsektionen und am Ende Rümpfe der Flugzeuge hergestellt werden.
Die hier verwendeten Niete haben einen Durchmesser von ca. 3 – 16 mm und werden mittels hydraulischen oder moderneren elektrischen Werkzeugen eingesetzt und verschlossen. Das Verschließen erfolgt bei sog. Vollnieten wie oben beim Brückenbau erwähnt. Beim Flugzeugbau werden häufig auch 2-teilige Niete eingesetzt, bei denen auf den durch die Bohrung geschobenen zylindrischen Nietteil ein Kollar aufgesetzt wird, der geschraubt oder gequetscht wird und so den Niet verschließt.
Moderne Nietmaschinen führen einen kompletten Prozess vollautomatisch und programmgesteuert durch: Bohren, ggf. Dichtmittel zuführen, Niet einsetzen und Niet verschließen.